# Wive
Wive ist ein Art-Pop-Quintett aus Minnesota, das 2008 von früheren Mitgliedern der Artrock-Band A Whisper in the Noise gegründet wurde. 2010 ist das Debütalbum Pvll erschienen.

## Stil und Rezeption
Die Musik von Wive zeichnet sich durch ihre verschiedenartigen Einflüsse aus; neben Art-Pop und Noise-Rock zählen auch Folk und Elektronik zu den hörbaren Stilen, die das Quintett in seinen Liedern vermengt.
Die Melodien sind minimalistisch gehalten und spärlich instrumentiert, was sie eine schwelgerische Stimmung verbreiten lässt; so ist etwa im goon-Magazin zu lesen:

„Aufgenommen in heimischen Wohnzimmern, Garagen und sogar Schränken ist „Pvll“ eine ziemlich intime Angelegenheit geworden. (…) Trotz einer Vielzahl an eingesetzten Klangquellen besteht der Reiz hier in der Reduzierung. Jeder Schlagzeugschlag und jede Geigenharmonie, jedes elektronische Geräusch und jeder Einsatz einer Zweistimme hat genau seinen spezifischen Platz und somit einen eigenen Moment. Der bleibt.“

Auch das Webzine Drowned In Sound hebt hervor:

“It is a beautiful, at times expansive record, which takes as much notice of extraneous sounds as chord sequences and note scales. It’s this vocabulary that bolsters their songwriting, building upon simplicity. The result is an absorbing listen that makes much of embracing fluency of expression and scope.”

„Es (Pvll) ist ein schönes, mitunter ausdehnendes Album, das belanglosen Klängen ebenso Beachtung schenkt wie Akkordsequenzen und Notenskalen. Es ist dieses Vokabular, das ihr Songwriting trägt, aufgebaut auf Einfachheit. Das Ergebnis ist ein gedämpftes Hören, das den Fluss von Ausdruck und Breite einbezieht.“

## Diskografie
- 2010: Pvll (Album)